# Gaskugel Freiburg
Die Gaskugel Freiburg (auch Gaskugel Betzenhausen) ist ein kugelförmiger Reservespeicher für Erdgas im Freiburger Stadtteil Betzenhausen, der von 1965 bis 2019 in Betrieb war.

## Geschichte
Schon 1963 gab es großen Widerstand in der Betzenhauser Bevölkerung gegen den Gasspeicher, der von der Pintsch Bamag AG für die Freiburger Energie- und Wasserversorgung (FEW) errichtet wurde. Ursprünglich wollte die Stadt die Gaskugel auf der Gemarkung der damals noch selbstständigen Gemeinde Lehen bauen, was diese jedoch abgelehnt hatte. So entschied sich der Stadtrat einstimmig für das Gelände zwischen Dreisam und Mühlbach, obwohl dieses von der Stadt zum Landschaftsschutzgebiet erklärt worden war. Der Beschluss wurde aufgehoben. Der Ortsverein Betzenhausen beschwerte sich an Ostern 1964: „Der Standort dieses Monstrums liegt nur 50 Meter vom bewohnten Vorstadtrand von Betzenhausen entfernt.“ Vor dem Hintergrund des vergangenen Krieges bzw. des Kalten Krieges bestand sogar Angst vor einem Bombenangriff. Dennoch fand die sogenannte „Äquatortaufe “am 15. Oktober 1964 statt. Der damalige Oberbürgermeister Eugen Keidel taufte das Bauwerk auf den Namen „Gaskugel Freiburg“.
Der Bau der Gaskugel war notwendig geworden, da der Übergang vom Stadtgas zum Ferngas immer größeres Speichervolumen erforderte. Außerdem glich der Speicher den stark schwankenden Erdgasabsatz zwischen Tag und Nacht aus. Das Gas strömt über Hochdruckleitungen und wird an der Übergabestation neben der Gaskugel von 67 bar auf 7 bar Gasdruck gesenkt. Als Notspeicher für schlechte Zeiten taugte die Gaskugel jedoch nicht, denn schon nach wenigen Stunden hätten die Freiburger eine Füllung aufgebraucht.

## Beschreibung
Seit 1965 steht die 40 Meter hohe Gaskugel in Freiburg-Betzenhausen an der Dreisam und dem in den 1970er Jahren gebauten Autobahnzubringer-Mitte. Mit ihrer Stahloberfläche von 3.580 Quadratmetern umschließt sie ein geometrisches Volumen von etwa 20.000 Kubikmetern in dem unter Druck von etwa 6 bar 120.000 Normkubikmeter Erdgas gepresst werden konnten. Ihr Gewicht beträgt 585 Tonnen. Die Gestaltung der Kugel mit einer Windrose, das Ergebnis eines Wettbewerbs aus den frühen 1980er Jahren, stammt von der Berliner Künstlerin Aiga Müller. die 1971 Meisterschülerin bei Peter Dreher war.
Der Betreiber, die Freiburger Energie- und Wasserversorgung (FEW) ging 2001 in der Badenova auf, deren Tochtergesellschaft, die Bn Netze GmbH seit 2007 die Anlage betrieb. Durch regelmäßige Überprüfung durch den TÜV war bis zum Schluss die Betriebssicherheit gegeben. Dennoch wurde die Gaskugel im Juli 2019 aus technischen und wirtschaftlichen Gründen vom Netz genommen. Das Betriebsgebäude neben der Kugel ist und bleibt an das Verbundnetz angeschlossen. Es dient zum Messen und Regeln des Gasdrucks und wird in den Jahren 2020 bis 2022[veraltet] auf den neuesten Stand der Technik gebracht.

## Nachnutzung
Nachdem die Zukunft der Kugel zunächst ungewiss war, legte im Herbst 2019 eine Bürgergruppe, der Arbeitskreis Gaskugel Ideen für den Erhalt und die Nachnutzung dieses Industriedenkmals vor. Beteiligt sind der Bürgerverein Betzenhausen-Bischofslinde e.V., der Kultur- und Geschichtskreis Betzenhausen-Bischofslinde e.V. und die Arbeitsgemeinschaft Freiburger Stadtbild e.V.. Auch die Arbeitsgemeinschaft Freiburger Bürgervereine sprachen sich für den Erhalt des Industriedenkmals aus. „Es wäre auch für den neuen Stadtteil „Dietenbach“ ein charakteristischer Fixpunkt in der Dreisamuferlandschaft an der westlichen Stadteinfahrt bzw. -ausfahrt.“ Auch bei der Badenova wurde dazu eine Arbeitsgruppe eingerichtet. Zum Jahresende 2019 wurde sie vom Landesamt für Denkmalpflege unter Denkmalschutz gestellt. Vier Architekturstudenten von Prof. Harald Roser von der Hochschule für Technik (HfT) in Stuttgart zeigten vom 3. August bis 15. Oktober 2020 im Stadtteiltreff Betzenhausen-Bischofslinde ihre Entwürfe, wie man die stillgelegte Freiburger Gaskugel als Planetarium und Ausstellungshaus umnutzen und baulich erweitern könnte. Das war das Thema ihrer Masterarbeit, mit der sie ihr fünfjähriges Architekturstudium abschließen.
Ende 2020 meldete sich die 2019 als gemeinnützige GmbH in Freiburg gegründete und dem Arbeitskreis beigetretene Stiftung BauKulturerbe, dass sie die Gaskugel von Badenova übernehmen, sie zugänglich machen und ein zur Dreisam hin ausgerichtetes Gartencafé einrichten will.
Im Innern der Kugel sollte eine Arenabühne entstehen, die auch von der Musikhochschule und dem Freiburger Forschungs- und Lehrzentrum Musik genutzt werden sollte. Die Gesamtkosten wurden auf 5,5 Millionen Euro geschätzt. Im Juli 2024 erhielt das Projekt einen Förderzuschlag in Höhe von drei Millionen Euro aus Bundesmitteln. Die Stadt Freiburg sagte Zuschüsse in Höhe von 1,4 Millionen Euro zu. Der Rest sollte durch Landesmittel und Spenden eingeworben werden. Bereits im November 2024 gab die Stadt dann bekannt, dass das Projekt wegen zu großer Risiken nicht weiter verfolgt werden soll.

## Anbindung
Die Gaskugel kann von den Haltestellen Paduaallee und Betzenhauser Torplatz der Straßenbahnlinie 1 erreicht werden. Dort befindet sich auch jeweils eine Station des Fahrradverleihsystems Frelo. Die Gaskugel grenzt unmittelbar an die Dreisam und den FR 1.